# 李連英
李連英（1848年11月12日—1911年3月4日），直隶省河间府大城县（今河北省廊坊市大城县）李家村人，清末宦官。本名李英泰，淨身进宫后改为李進喜。由慈禧太后賜名連英，俗作蓮英，稱其小李子或李大總管。連英在宮中期間深得慈禧太后器重，繼安德海以後成為慈禧太后第二個寵宦，官至敬事房四品總管儲秀宮監督領侍，賞戴正二品頂戴、花翎。

## 生平
李連英於道光二十八年（1848年）11月12日出生在直隸省（今河北省）一個窮困家庭，父親為皮貨商人。其父經商失敗，又因大兒子智力有問題，便動了把當時只有6歲的二兒子李連英送入宮中紓解家庭經濟壓力的念頭。1853年6歲时淨身擔任宦官，入郑亲王端华府。
1856年進紫禁城，原稱李英泰，后改为李進喜。1867年被封為二總管。
1869年他21歲时，大總管安德海出宮遊玩，被山東巡撫丁寶楨斬於濟南，由于李在祺祥之变中立功，成功幫助兩宮太后，扳倒了顧命八大臣，安德海死後李獲得慈禧重用，不久被調到內宮伺候，升為大總管。
1871年慈禧太后賜名連英，民間訛作「蓮英」。李連英於慈禧太后身邊受寵時以謹小慎微見稱；對於一般宮內妃嬪觸怒慈禧，連英總是儘量替人美言遮蓋，曲意回護，保護了許多人免於處分，就連常年遭慈禧冷落軟禁的光緒帝亦多番受其護助，所以宮內左右都對他有正面評價，謂之「恭慎」，是故雖因身份廣受朝廷大臣攏絡賄賂而有貪瀆之名，但基本並非戲劇與小說中作威作福的形象。總體來說，連英为人，事上以敬，事下以宽，谨小慎微。在慈禧晚年，他更像是慈禧的伴侶而不是奴才。
1908年慈禧太后去世后，連英向隆裕太后請求退休，隆裕准其出宫返家居住。宣統元年，連英於慈禧逝世百日後離宮，時年60歲。宣統三年二月四日（1911年3月4日）李連英病逝，享壽六十二歲，安葬於恩濟莊，死因最早认为是痢疾病故，但在1966年文化大革命发掘李連英墓時，發現墳中無尸身，僅有頭顱，與傳聞的因病去世有很大的出入，死於非命的說法開始不脛而走，後有傳說乃死於清末大俠大刀王五刀下，但大刀王五1900年即過世，早於李連英。也有人說是被隆裕太后賜死而自刎，或者袁世凱派人刺殺，眾說紛紜。
李連英的墳墓在文化大革命时期被紅衛兵破壞，現在只剩下墓志銘的拓片保留下來。李連英的墓志上用于李連英死亡的字眼為“殒”而非“殁”，但「殒」和「殁」是同义词，表示死亡意思。《史记·屈原贾生列传》：“伯乐既殁兮，骥将焉程兮？”《三国志·蜀志·先主备传》：“历年未效，常恐殒没。”《史记·汉兴以来诸侯年表》：“殒身亡国。”对同一亡者而言，用殒、用殁都是可以的，没有本质上的差别。
但也有传言据赵广志口述的《李莲英墓挖掘的经过》中说，墓穴挖开之后，校革委会主任“马上给市文物局打电话，请他们派人来。过了一会儿，文物局来了两个人，我们就开始了清理工作。”照这样说，清理李連英墓的人中，有市文物局的两个人。那么，墓中的情况谁最有发言权呢？应该是文物局的人。当年进入过李連英墓的文物专家苏天钧曾说，他就是当时进入李連英墓穴的两个人之一，另一位同志姓李，是负责照相的。苏天钧当时先是打开墓穴石门，然后又对墓穴中的殉葬品进行了清点。他说，李連英的棺椁不在棺床上了，而且已经散碎在棺床下的一堆淤土上。棺椁散碎的原因可能有两个，一个是墓穴进过水，将棺椁漂移，水渗尽之后，棺椁朽败而散；另外一个可能是盗墓者为得到财宝而毁坏了棺木。苏天钧说，墓穴顶端有洞，不能排除墓被盗过。苏天钧认为，墓被盗过的可能性很大，一个是墓中没有发现大件随葬品，一个是李連英的颅骨在棺外。当时李連英的尸体已经腐烂，并不是没有身躯和下肢。不过身躯和骨骼不完整，可能是盗墓者移动尸体造成的。按照苏天钧提供的情况，所谓“身首异处”的说法根本不能成立。

## 轶聞
- 后世流传有许多关于李連英的传说故事，儘管正史可查的劣跡不多且並無干政，但受後世對其恩主慈禧太后的普遍負面評價影響，一向被後人当成醜化的对象，娱乐作品中亦常被描述為逢迎、仗勢欺人的負面形象。
- 李連英在北京城内曾經有一处宅院，在弓弦胡同1号，占地15亩。
- 墓前有“大中至正巩固千秋”的对联，有“饰终之典等于元勋”的碑文。1966年文化大革命爆发時，李連英的墳被破壞，頭顱被学生当足球踢，最后被扔进厕所。北京六一学校区（今北京理工大学附属中学南校区）教师赵广智拿了一个粪勺，把那颗头颅捞了出来，埋到了一个山坡下，从此无人知晓。[4]
- 曾有傳聞其家人在清朝敗亡後，因怕遭人清算，逃難到澳門，後經朋友介紹，到香港當碼頭工人。

## 旧址
彩和坊24号院，属区级文保单位，位于海淀区彩和坊南端，建于光绪年间，为清朝著名太监李连英在海淀镇修建的三处宅院之一。

## 争议
中华人民共和国《辞海》称其「初为私贩，被捕入狱，得释后，改业补鞋。」中国中央电视台百家讲坛栏目纪连海老师对此提出质疑。

## 影视形象
- 雷鳴 饰 李連英（《末代兒女情》）
- 洪波 饰 李連英（《清宮秘史》）
- 魏龍豪 饰 李連英（《清宮殘夢》）
- 苗天 饰 李連英（《傾國傾城》、《瀛台泣血》）
- 孫越 饰 李連英（《八國聯軍》）
- 姜文 饰 李連英（《大太监李莲英》）
- 罗青浩 饰 李連英（《满清十三皇朝》）
- 徐明 饰 李連英（《戏说慈禧》）
- 劉洵 饰 李連英（《九品芝麻官》）
- 雷恪生 饰 李連英（《日落紫禁城》）
- 梁冠华 饰 李連英（《戊戌风云》）
- 沈孟生 飾 李連英 （《歡喜遊龍》）
- 张艺谋 饰 李連英（《大宅门》）
- 王冲 饰 李連英（《神医喜来乐》）
- 傅彪 饰 李連英（《十三格格》）
- 李永贵 饰 李連英（《走向共和》）
- 武利平 饰 李連英（《德龄公主》）
- 石小满 饰 李連英（《苍穹之昴》）
- 鄺佐輝 饰 李連英（《滙通天下》）
- 黎耀祥 饰 李連英（《金牙大狀》、《金牙大狀（貳）》、《大太监》）
- 陳嘉輝 饰 李連英（《公公出宮》）
- 余子明 饰 李連英（《末代御醫》）
- 梁思浩 饰 李連英（《滿清禁宮奇案》）
- 王清河 饰 李連英（《十八般武藝 (電影)》）